# Mebibyte
Un mebibyte (la contracció de mega binari i byte) és una unitat d'informació o d'emmagatzemament informàtic, abreujada com a MiB.
1 mebibyte = 220bytes = 1.048.576 bytes
El mebibyte està relacionat amb el megabyte, aquest últim es pot fer servir com a sinònim de mebibyte o per indicar 10⁶ bytes = 1000000 bytes. Aquest nou prefix de byte es fa servir per evitar aquesta confusió.
Sovint el mebibyte es referencia incorrectament amb mibibyte, possiblement a causa que les unitats que li són properes (kibibyte i gibibyte) tenen la lletra i en la segona posició, induint a que sigui la norma. També podria ser una altra causa la forma abreujada MiB que coincideix amb el prefix de mibibyte.